# بخش آنتا
بخش آنتا (به اسپانیایی: Departamento de Anta) یک منطقهٔ مسکونی در آرژانتین است که در استان سالتا واقع شده‌است. بخش آنتا ۲۱٬۹۴۵ کیلومتر مربع مساحت و ۴۹٬۸۴۱ نفر جمعیت دارد.